# Aéroport international de Samara
L’aéroport international de Samara, aussi appelé aéroport international Kouroumotch (en russe Международный аэропорт «Курумоч») (code IATA : KUF • code OACI : UWWW) est un aéroport domestique et international desservant les villes de Samara et Togliatti, villes de Russie situées dans l'oblast de Samara. Il a accueilli environ 2,38 millions de passagers en 2014.

## Situation

### Carte des aéroports russes
| \| 50 km1:1 791 000 \| Koursk Abakan Anapa Pskov Arkhangelsk Astrakhan Barnaoul Belgorod Blagoveshchensk Bratsk Grozny Guelendjik Iakoutsk Iékaterinbourg Ijevsk Ioujno-Sakhalinsk Irkoutsk Kaliningrad Kazan Kemerovo Khabarovsk Khanty-Mansiïsk Krasnodar Krasnoïarsk Magadan Magnitogorsk Makhachkala Mineralnye Vody Mirny Moscou · SVO Moscou · DME Moscou-VKO Mourmansk Narian-Mar Nijnekamsk Nijnevartovsk Nijni Novgorod Noïabrsk Alykel Novokouznetsk Novossibirsk Novy Ourengoï Omsk Orenbourg Oufa Oulan-Oude Oulianovsk Perm Petropavlovsk-Kamtchatski Rostov · sur-le-Don Sabetta Saint-Pétersbourg Salekhard Samara Saratov Simferopol Sotchi Sourgout Stavropol Kyzyl Syktyvkar Tcheliabinsk Tchita Tioumen Tomsk Vladivostok Volgograd Voronej |
| 50 km1:1 791 000 |

## Statistiques
Le graphique qui aurait dû être présenté ici ne peut pas être affiché car il utilise l'ancienne extension Graph, désactivée pour des questions de sécurité. Des indications pour créer un nouveau graphique avec la nouvelle extension Chart sont disponibles ici.

Voir la requête brute et les sources sur Wikidata.

## Compagnies et destinations
| Compagnies         | Destinations |
| ------------------ | --- |
| Aeroflot           | Moscou Chérémétiévo |
| Alrosa             | Mirny, Moscou-Domodédovo |
| Azimuth            | Krasnodar-Pashkovsky, Rostov-sur-le-Don/Platov |
| Azur Air           | En saison Charter : Antalya, Barcelone-El Prat , Dalaman, Enfidha-Hammamet                                                                                  |
| flydubai           | En saison : Dubaï |
| I-Fly              | En saison Charter : Sanya-Phénix |
| IrAero             | Bakou-H. Aliyev , Nijni Novgorod-Strigino, Saint-Pétersbourg-Poulkovo                                                                                       |
| Izhavia            | En saison Charter : Novy Ourengoï |
| Nordwind Airlines  | Moscou Chérémétiévo |
| Red Wings Airlines | En saison : Simféropol En saison Charter : Antalya, Larnaca                                                                                                 |
| Pegas Fly          | Erevan-Zvarnots |
| Pobeda             | Moscou-Vnoukovo, Saint-Pétersbourg-Poulkovo |
| Rossiya            | Saint-Pétersbourg-Poulkovo En saison : Sotchi-Adler En saison Charter : Antalya                                                                             |
| RusLine            | Syktyvkar (en) |
| S7 Airlines        | Moscou-Domodédovo, Novossibirsk-Tolmatchevo, |
| Smartavia          | Saint-Pétersbourg-Poulkovo |
| SmartWings         | Prague-Václav-Havel |
| Turkish Airlines   | Istanbul |
| Ural Airlines      | Douchanbé, Khodjent, Moscou-Domodédovo, Noïabrsk (en), Simféropol, Sotchi-Adler, Erevan-Zvarnots Seasonl Charter : Antalya, Bourgas                         |
| Utair              | Kogalym (en), Mineralniye Vody, Moscou-Vnoukovo, Nijnevartovsk (en), Sabetta, Oufa, Volgograd (ex-Stalingrad), Iékaterinbourg-Koltsovo En saison : Sourgout |
| UVT Aero           | Kazan, Omsk, Perm |
| Uzbekistan Airways | Tachkent |
| Yamal Airlines     | Mirny, Tioumen-Roshchino, Iékaterinbourg-Koltsovo |

Édité le 14/01/2020